# 1994 AH2
1994 AH2 är en asteroid i huvudbältet som upptäcktes den 5 januari 1994 av den australiensiske amatörastronomen Gordon J. Garradd vid Siding Spring-observatoriet.
Asteroiden har en diameter på ungefär 2 kilometer och den tillhör asteroidgruppen Apollo.